# Lucjan Wiślicz-Iwańczyk
Lucjan Eugeniusz Wiślicz-Iwańczyk (ur. 15 kwietnia 1933 w Jasieńcu Iłżeckim, zm. 22 października 2016 w Warszawie) – polski oficer w stopniu pułkownika, dyrektor Biura Ochrony Rządu.

## Życiorys
Był synem generała LWP Eugeniusza Iwańczyka. W latach 1954–1964 (według innych źródeł od 18 sierpnia 1949 był zawodowym wojskowym w ramach Korpusu Bezpieczeństwa Wewnętrznego. Od maja do września 1952 był słuchaczem szkoły oficerskiej Korpusu Bezpieczeństwa Wewnętrznego w Legnicy. 15 lutego 1964 roku został przeniesiony do służby w Biurze Ochrony Rządu. Od 1 marca 1964 był oficerem ochrony Sekcji II Oddziału VI, od 1 lutego 1965 Sekcji VI Oddziału V, od 1 marca 1966 starszym oficerem ochrony Sekcji IV Oddziału V. Od 18 grudnia 1967 do 18 marca 1968 odbywał naukę na specjalnych kursach oficerskich Biura w Centrum Wyszkolenia MSW w Legionowie. 
Następnie zajmował stanowiska:
- Zastępca Naczelnika Wydziału IV Biura Ochrony Rządu Ministerstwa Spraw Wewnętrznych PRL (1 października 1968 – 6 lutego 1974); w kwietniu – czerwcu 1969 odbył studia na kursach dokształcających kadr kierowniczych Służby Bezpieczeństwa Ministerstwa Spraw Wewnętrznych;
- Naczelnik Wydziału IV Biura Ochrony Rządu Ministerstwa Spraw Wewnętrznych PRL (7 listopada 1974 – 14 maja 1975);
- Naczelnik Wydziału VII Biura Ochrony Rządu Ministerstwa Spraw Wewnętrznych PRL (15 maja 1975 – 10 maja 1981);
- Zastępca Dyrektora Biura Bezpieczeństwa Rządowego Ministerstwa Spraw Wewnętrznych PRL (10 maja 1981 – 2 listopada 1988);
- p.o. Naczelnika Wojewódzkiego Wydziału Spraw Wewnętrznych w Suwałkach (2 listopada 1988 – 15 kwietnia 1989);
- Zastępca Dyrektora Biura Ochrony Rządu Ministerstwa Spraw Wewnętrznych PRL ds. technicznych (15 kwietnia – 1 lipca 1989);
- Dyrektor Biura Ochrony Rządu Ministerstwa Spraw Wewnętrznych PRL i dowódca Jednostki Wojskowej Nr 1004 – Biuro Ochrony Rządu (1 lipca 1989 – 8 lutego 1991)[3][1].

Służbę zakończył w stopniu pułkownika. Zmarł 22 października 2016.